# TMEM187
TMEM187 (англ. Transmembrane protein 187) – білок, який кодується однойменним геном, розташованим у людей на довгому плечі X-хромосоми. Довжина поліпептидного ланцюга білка становить 261 амінокислот, а молекулярна маса — 29 148.
| 10         |  | 20         |  | 30         |  | 40         |  | 50         |
| ---------- |  | ---------- |  | ---------- |  | ---------- |  | ---------- |
| MNPEWGQAFV |  | HVAVAGGLCA |  | VAVFTGIFDS |  | VSVQVGYEHY |  | AEAPVAGLPA |
| FLAMPFNSLV |  | NMAYTLLGLS |  | WLHRGGAMGL |  | GPRYLKDVFA |  | AMALLYGPVQ |
| WLRLWTQWRR |  | AAVLDQWLTL |  | PIFAWPVAWC |  | LYLDRGWRPW |  | LFLSLECVSL |
| ASYGLALLHP |  | QGFEVALGAH |  | VVAAVGQALR |  | THRHYGSTTS |  | ATYLALGVLS |
| CLGFVVLKLC |  | DHQLARWRLF |  | QCLTGHFWSK |  | VCDVLQFHFA |  | FLFLTHFNTH |
| PRFHPSGGKT |  | R          |  |            |  |            |  |            |

A: Аланін

C: Цистеїн

D: Аспарагінова кислота

E: Глутамінова кислота

F: Фенілаланін

G: Гліцин

H: Гістидин

I: Ізолейцин

K: Лізин

L: Лейцин

M: Метіонін

N: Аспарагін

P: Пролін

Q: Глутамін

R: Аргінін

S: Серин

T: Треонін

V: Валін

W: Триптофан

Локалізований у мембрані.